# 楊侑
隋恭帝杨侑（605年—619年9月14日），隋煬帝長子楊昭嫡子，母为韦妃。李渊所立傀儡皇帝，入唐後改封酅國公。

## 簡介
生于大业元年（605年），同年，其父杨昭被立为太子。大业二年（606年），父亲杨昭逝世。大业三年（607年），初封陳王，後改封代王。後隋煬帝幸江都郡，留其为长安留守。於太原留守的李淵發動晉陽起兵攻克长安之后，被李渊立为傀儡皇帝，尊杨广为太上皇，改元义宁。但杨广对此一无所知，仍然以皇帝名义发号施令及使用大业年号直到618年4月被宇文化及所杀。宇文化及立秦王杨浩为帝。6月，杨侑禅位於李淵，被封為酅國公。唐朝武德二年秋八月丁酉（619年9月14日）去世，終年15歲，死后諡號隋恭帝。葬於陝西省乾縣陽洪鄉乳台村南800米處。
无子，族子杨行基过继为嗣子，嗣酅國公。

## 評價
唐魏徵《隋書》評價楊侑年幼遭逢大難，一生受到擺佈，所謂禪讓也是不得之行為：「史臣曰：恭帝年在幼沖，遭家多難，一人失德，四海土崩。群盜蜂起，豺狼塞路，南巢遂往，流彘不歸。既鍾百六之期，躬踐數終之運，謳歌有屬，笙鍾變響，雖欲不遵堯舜之迹，其庸可得乎！」

## 影視形象
- 2012年电视剧《隋唐英雄》：杨博雄饰隋恭帝

## 外部連結
[在维基数据编辑]
 《北史·卷012》，出自李延壽《北史》
 《隋書·卷05》，出自魏徵《隋书》

| 楊侑 中國隋朝楊氏皇室出生于：605年?月?日逝世於：619年9月14日 | 楊侑 中國隋朝楊氏皇室出生于：605年?月?日逝世於：619年9月14日 | 楊侑 中國隋朝楊氏皇室出生于：605年?月?日逝世於：619年9月14日 |
| 統治者頭銜                                                   | 統治者頭銜                                                   | 統治者頭銜                                                   |
| ------------------------------------------------------------ | ------------------------------------------------------------ | ------------------------------------------------------------ |
| 前任： 祖父隋煬帝 楊廣                                       | 隋朝皇帝 617年12月18日－618年6月12日 与皇泰主杨侗并立        | 帝号废除 原因：隋朝覆亡                                      |
| 前任： 祖父隋煬帝 楊廣                                       | 中國君主 617年－618年                                        | 繼任： 唐高祖 李淵                                           |
| 中国爵位                                                     |                                                              |                                                              |
| 新頭銜 唐高祖始封                                            | 唐朝酅國公 618年－619年                                      | 繼任： 族子杨行基                                            |